# Chimaeridae
De familie Chimaeridae of kortneusdraakvissen zijn zeevissen. Ze lijken in uiterlijk en gedrag op andere draakvissen, maar onderscheiden zich daarvan door een korte, afgeronde snuit, zonder bijzondere uitsteeksel zoals wel in verwante families worden aangetroffen. Ze behoren tot de orde van de Chimaeriformes en de klasse van de kraakbeenvissen.

## Beschrijving
Sommige kortneusdraakvissen hebben een lange, steeds dunner wordende staart; dit is de reden dat deze vissen soms de bijnaam ratvis kregen. Kortneusdraakvissen hebben in de rugvin een giftige stekel. Het gif is sterk genoeg om een mens te verwonden. Kortneusdraakvissen  leven in zeewater in tropische en gematigde gebieden op diepten onder de 200 m. Een paar soorten, zoals de gevlekte draakvis (Hydrolagus colliei) kunnen plaatselijk in ondieper water worden gevangen. De verschillende soorten variëren in lengte tussen de 38 en 150 cm.

## Bedreiging
De toenemende diepzeevisserij die gebruikmaakt van kieuwnetten, sleepnetten en diepzeelangelijnvisserij waarbij de kortneusdraakvissen als bijvangt gevangen worden zet druk op de populatie.  Gelukkig worden ook maatregelen genomen om deze visserij aan regels te binden en zijn er gebieden waar niet gevist mag worden. De kortneusdraakvissen staan daarom vaak als onzeker (data deficient) op de internationale Rode Lijst van de IUCN.[3]

## Taxonomie
- Geslacht  Chimaera
  - Chimaera argiloba Last, White & Pogonoski, 2008
  - Chimaera bahamaensis Kemper, Ebert, Didier & Compagno, 2010
  - Chimaera buccanigella Clerkin, Ebert & Kemper, 2017
  - Chimaera carophila Kemper, Ebert, Naylor & Didier, 2014
  - Chimaera compacta Iglésias, Kemper & Naylor, 2021
  - Chimaera cubana Howell Rivero, 1936 – Cubaanse draakvis
  - Chimaera didierae Clerkin, Ebert & Kemper, 2017
  - Chimaera fulva Didier, Last & White, 2008
  - Chimaera jordani Tanaka, 1905
  - Chimaera lignaria Didier, 2002 – Carpenters draakvis
  - Chimaera macrospina Didier, Last & White, 2008
  - Chimaera monstrosa Linnaeus, 1758 – Gewone draakvis
  - Chimaera notafricana Kemper, Ebert, Compagno & Didier, 2010
  - Chimaera obscura Didier, Last & White, 2008
  - Chimaera ogilbyi Waite, 1898
  - Chimaera opalescens Luchetti, Iglésias & Sellos, 2011
  - Chimaera orientalis Angulo, López, Bussing & Murase, 2014
  - Chimaera owstoni Tanaka, 1905
  - Chimaera panthera Didier, 1998 – Luipaarddraakvis
  - Chimaera phantasma Jordan & Snyder, 1900 – Zilverdraakvis
  - Chimaera supapae Ebert, Krajangdara, Fahmi & Kemper, 2024
  - Chimaera willwatchi Clerkin, Ebert & Kemper, 2017
- Geslacht Hydrolagus
  - Hydrolagus affinis (de Brito Capello, 1868) –Kleinoogdraakvis
  - Hydrolagus africanus (Gilchrist, 1922) – Afrikaanse draakvis
  - Hydrolagus alberti Bigelow & Schroeder, 1951 – Golfdraakvis
  - Hydrolagus alphus Quaranta et al., 2006
  - Hydrolagus barbouri (Garman, 1908)
  - Hydrolagus bemisi Didier, 2002 – Bleke draakvis
  - Hydrolagus colliei (Lay & Bennett, 1839) – Gevlekte draakvis
  - Hydrolagus deani (Smith & Radcliffe, 1912)
  - Hydrolagus eidolon (Jordan & Hubbs, 1925)
  - Hydrolagus erithacus Walovich, Ebert & Kemper, 2017
  - Hydrolagus homonycteris Didier, 2008
  - Hydrolagus lusitanicus Gordo, 2005
  - Hydrolagus macrophthalmus de Buen, 1959 – Grootoogdraakvis
  - Hydrolagus marmoratus Didier, 2008
  - Hydrolagus matallanasi Sotto & Vooren, 2004 – Gestreepte draakvis
  - Hydrolagus mccoskeri Barnett, Didier, Long & Ebert, 2006
  - Hydrolagus melanophasma James, Ebert, Long & Didier, 2009
  - Hydrolagus mirabilis (Collett, 1904)
  - Hydrolagus mitsukurii (Jordan & Snyder, 1904).
  - Hydrolagus novaezealandiae (Fowler, 1911)
  - Hydrolagus pallidus Hardy & Stehmann, 1990
  - Hydrolagus purpurescens (Gilbert, 1905)
  - Hydrolagus trolli Didier & Séret, 2002 – Puntsnuitdraakvis